# NGC 504
NGC 504 (другие обозначения — GC 292, UGC 935, MCG 5-4-41, ZWG 502.64, PGC 5084) — линзообразная галактика (S0) в созвездии Рыбы.
Изначально объект записан Гершелем как GC 292, а впоследствии Дрейер каталогизировал его как NGC 504, описав его как маленький и очень тусклый объект.
Принадлежит к группе галактик NGC 507. NGC 504 описывается как тусклая, маленькая, вытянутая с юго-запада на северо-восток в отношении 3 к 1 и имеющая небольшое яркое ядро. Помимо NGC 507, в группу также входят NGC 494, NGC 495, NGC 496, NGC 498, NGC 501, NGC 503 и NGC 508. NGC 504 находится к югу от NGC 507 и эту «ребристую» галактику сложно наблюдать из-за тусклости.
Этот объект входит в число перечисленных в оригинальной редакции «Нового общего каталога».
Галактика NGC 504 входит в состав группы галактик NGC 499. Помимо NGC 504 в группу также входят NGC 495, NGC 499, NGC 517, NGC 582 и PGC 5026.